# D 062 (Türkei)
Die Straße D 062 (Devlet yolu 062) ist eine 47 km lange Straße in der Türkei. Sie führt von der D 950, von der sie 12 km nördlich von Tortum in Aksukapı nach Nordosten abzweigt, über den Pass Yayla Geçidi (2303 m) nach Oltu an der Straße D 955 und endet dort.